# Futbalový Klub Senica
Il Futbalový Klub Senica, meglio noto come Senica, è stata una società calcistica slovacca con sede nella città di Senica.
Il 23 giugno 2009 ha assorbito l'Inter Bratislava dopo che questa si era sciolta il 18 giugno 2009. Nel campionato 2009-2010 ha giocato in prima divisione e nella stagione seguente è giunta al secondo posto in classifica.

## Palmarès

### Altri piazzamenti
- Campionato slovacco:

Secondo posto: 2010-2011, 2012-2013
- Coppa di Slovacchia:

Finalista: 2011-2012, 2014-2015
Semifinalista: 2013-2014, 2018-2019

## Organico

### Rosa 2020-2021
| N. |                       | Ruolo | Calciatore             |
| -- | --------------------- | ----- | ---------------------- |
| 1  | Slovacchia (bandiera) | P     | Adrián Slančík         |
| 2  | Slovacchia (bandiera) | D     | Milan Šimčák           |
| 3  | Ghana (bandiera)      | C     | Edmund Addo            |
| 4  | Slovacchia (bandiera) | D     | Jakub Nemec            |
| 5  | Islanda (bandiera)    | D     | Nói Snaehólm Ólafsson  |
| 7  | Nigeria (bandiera)    | C     | Eneji Moses            |
| 8  | Slovacchia (bandiera) | C     | Kristián Lukáčik       |
| 9  | Francia (bandiera)    | C     | Damien Marie           |
| 10 | Rep. Ceca (bandiera)  | C     | Dominik Duda           |
| 11 | Slovacchia (bandiera) | C     | Daniel Filip Mašulovič |
| 13 | Slovacchia (bandiera) | D     | Vladimír Barbora       |
| 14 | Slovacchia (bandiera) | C     | Martin Košťál          |
| 15 | Nigeria (bandiera)    | C     | Tenton Yenne           |
| 16 | Slovacchia (bandiera) | C     | Marko Totka            |
| 17 | Slovacchia (bandiera) | D     | Lukáš Kučera           |

| N. |                       | Ruolo | Calciatore       |
| -- | --------------------- | ----- | ---------------- |
| 19 | Nigeria (bandiera)    | A     | Samson Akinyoola |
| 21 | Spagna (bandiera)     | D     | José Carrillo    |
| 22 | Rep. Ceca (bandiera)  | A     | Oskar Fotr       |
| 23 | Rep. Ceca (bandiera)  | D     | Miloš Kopečný    |
| 25 | Serbia (bandiera)     | D     | Filip Maksić     |
| 26 | Slovacchia (bandiera) | D     | Tomáš Šalata     |
| 27 | Slovacchia (bandiera) | C     | Jakub Buchel     |
| 29 | Slovacchia (bandiera) | P     | Matúš Chropovský |
| 29 | Slovacchia (bandiera) | A     | Tomáš Malec      |
| 30 | Slovacchia (bandiera) | A     | Filip Buchel     |
| 33 | Slovacchia (bandiera) | A     | Juraj Piroska    |
| 34 | Rep. Ceca (bandiera)  | P     | Tomáš Fryšták    |
|    | Grecia (bandiera)     | A     | Giannīs Niarchos |
|    | Slovacchia (bandiera) | C     | Dávid Gallovič   |

### Rosa 2019-2020
| N. |                       | Ruolo | Calciatore        |
| -- | --------------------- | ----- | ----------------- |
| 3  | Ghana (bandiera)      | A     | Edmund Addo       |
| 4  | Croazia (bandiera)    | C     | Mihovil Klapan    |
| 5  | Slovacchia (bandiera) | C     | Jakub Krč         |
| 6  | Camerun (bandiera)    | C     | Joss Didiba       |
| 7  | Nigeria (bandiera)    | C     | Eneji Moses       |
| 8  | Brasile (bandiera)    | C     | Madison           |
| 9  | Ghana (bandiera)      | A     | Sadam Sulley      |
| 10 | Colombia (bandiera)   | A     | Frank Castañeda   |
| 11 | Slovacchia (bandiera) | C     | Denis Baumgartner |
| 13 | Brasile (bandiera)    | D     | Gustavo Cascardo  |
| 15 | Nigeria (bandiera)    | C     | Tenton Yenne      |
| 16 | Slovacchia (bandiera) | C     | Marko Totka       |
| 17 | Venezuela (bandiera)  | C     | Luís Ramírez      |

| N. |                       | Ruolo | Calciatore              |
| -- | --------------------- | ----- | ----------------------- |
| 18 | Argentina (bandiera)  | P     | Federico Taborda        |
| 19 | Nigeria (bandiera)    | A     | Samson Akinyoola        |
| 20 | Ghana (bandiera)      | A     | Kwaku Bonsu Osei        |
| 21 | Croazia (bandiera)    | C     | Lovro Cvek              |
| 22 | Slovacchia (bandiera) | D     | Tomáš Košút             |
| 23 | Brasile (bandiera)    | D     | Roberto Dias (capitano) |
| 24 | Rep. Ceca (bandiera)  | P     | Vojtěch Vorel           |
| 26 | Brasile (bandiera)    | D     | João Favaro             |
| 27 | Francia (bandiera)    | C     | Sofian El Moudane       |
| 29 | Slovacchia (bandiera) | P     | Matúš Chropovský        |
| 30 | Colombia (bandiera)   | C     | Julian Sepulveda        |
| 31 | Slovacchia (bandiera) | D     | Lukáš Kučera            |

### Rosa 2016-2017
| N. |                       | Ruolo | Calciatore        |
| -- | --------------------- | ----- | ----------------- |
| 1  | Slovacchia (bandiera) | P     | Michal Šulla      |
| 2  | Slovacchia (bandiera) | D     | Branislav Šušolík |
| 3  | Rep. Ceca (bandiera)  | C     | Adam Pajer        |
| 4  | Ucraina (bandiera)    | D     | Ihor Hončar       |
| 5  | Slovacchia (bandiera) | C     | Jakub Krč         |
| 5  | Slovacchia (bandiera) | D     | Stanislav Ducár   |
| 6  | Slovacchia (bandiera) | C     | Boris Bališ       |
| 7  | Slovacchia (bandiera) | C     | Tomáš Brigant     |
| 8  | Slovacchia (bandiera) | A     | Alan Kováč        |
| 9  | Slovacchia (bandiera) | C     | Viktor Miklós     |
| 10 | Slovacchia (bandiera) | C     | Adrián Kopičár    |

| N. |                       | Ruolo | Calciatore       |
| -- | --------------------- | ----- | ---------------- |
| 15 | Slovacchia (bandiera) | D     | Martin Červeňák  |
| 18 | Slovacchia (bandiera) | P     | František Plach  |
| 19 | Slovacchia (bandiera) | C     | Filip Blažek     |
| 20 | Rep. Ceca (bandiera)  | C     | Luboš Hušek      |
| 21 | Slovacchia (bandiera) | D     | Michal Ranko     |
| 22 | Slovacchia (bandiera) | C     | Peter Varga      |
| 23 | Rep. Ceca (bandiera)  | A     | Ondřej Šašinka   |
| 24 | Rep. Ceca (bandiera)  | A     | Daniel Turyna    |
| 26 | Slovacchia (bandiera) | C     | Matej Kosorín    |
| 27 | Rep. Ceca (bandiera)  | C     | Miloš Kratochvíl |
| 39 | Slovacchia (bandiera) | P     | Martin Junas     |

### Rosa 2015-2016
| N. |                       | Ruolo | Calciatore             |
| -- | --------------------- | ----- | ---------------------- |
| 1  | Slovacchia (bandiera) | P     | Michal Šulla           |
| 2  | Slovacchia (bandiera) | D     | Denis Nemček           |
| 3  | Slovacchia (bandiera) | D     | Erik Otrísal           |
| 4  | Rep. Ceca (bandiera)  | D     | Petr Pavlík (capitano) |
| 5  | Slovacchia (bandiera) | C     | Jakub Krč              |
| 6  | Slovacchia (bandiera) | C     | Jakub Hromada          |
| 7  | Slovacchia (bandiera) | C     | Tomáš Komara           |
| 8  | Slovacchia (bandiera) | D     | Zoltán Kontár          |
| 9  | Slovacchia (bandiera) | C     | Michal Klec            |
| 10 | Slovacchia (bandiera) | C     | Jozef Dolný            |
| 11 | Slovacchia (bandiera) | A     | Samuel Mráz            |
| 12 | Slovacchia (bandiera) | C     | Matej Kosorín          |
| 14 | Slovacchia (bandiera) | D     | Marek Pittner          |
| 15 | Slovacchia (bandiera) | C     | Dominik Malý           |
| 15 | Slovacchia (bandiera) | D     | Ivan Hladík            |

| N. |                       | Ruolo | Calciatore      |
| -- | --------------------- | ----- | --------------- |
| 16 | Slovacchia (bandiera) | C     | Marek Rajník    |
| 17 | Slovacchia (bandiera) | D     | Róbert Pillár   |
| 18 | Slovacchia (bandiera) | P     | Patrik Lukáč    |
| 19 | Rep. Ceca (bandiera)  | C     | Jan Kalabiška   |
| 20 | Rep. Ceca (bandiera)  | C     | Luboš Hušek     |
| 21 | Slovacchia (bandiera) | C     | Jakub Čunta     |
| 22 | Slovacchia (bandiera) | C     | Peter Varga     |
| 23 | Rep. Ceca (bandiera)  | D     | Tomáš Vengřinek |
| 24 | Slovacchia (bandiera) | C     | Denis Ventúra   |
| 25 | Slovacchia (bandiera) | A     | Jakub Kosorin   |
| 28 | Slovacchia (bandiera) | A     | Pavol Cicman    |
| 29 | Slovacchia (bandiera) | P     | Benjamín Száraz |
| 39 | Slovacchia (bandiera) | P     | Martin Junas    |
|    | Zimbabwe (bandiera)   | A     | Walter Musona   |
|    | Zimbabwe (bandiera)   | C     | Wisdom Mutasa   |

### Rosa 2013-2014
| N. |                       | Ruolo | Calciatore        |
| -- | --------------------- | ----- | ----------------- |
| 1  | Slovacchia (bandiera) | P     | Michal Šulla      |
| 2  | Slovacchia (bandiera) | C     | Juraj Chvátal     |
| 4  | Rep. Ceca (bandiera)  | D     | Petr Pavlík       |
| 5  | Slovacchia (bandiera) | C     | Jakub Krč         |
| 6  | Slovacchia (bandiera) | C     | Tomáš Kóňa        |
| 7  | Slovacchia (bandiera) | C     | Tomáš Komara      |
| 9  | Slovacchia (bandiera) | A     | Milan Ferenčík    |
| 10 | Brasile (bandiera)    | C     | Hiago             |
| 11 | Uruguay (bandiera)    | A     | Sebastián Sosa    |
| 12 | Brasile (bandiera)    | D     | Cristovam         |
| 14 | Nigeria (bandiera)    | A     | Christian Irobiso |
| 16 | Rep. Ceca (bandiera)  | C     | Milan Jirásek     |
| 17 | Slovacchia (bandiera) | D     | Róbert Pillár     |

| N. |                       | Ruolo | Calciatore       |
| -- | --------------------- | ----- | ---------------- |
| 18 | Slovacchia (bandiera) | P     | Pavel Kamesch    |
| 19 | Rep. Ceca (bandiera)  | C     | Jan Kalabiška    |
| 20 | Ucraina (bandiera)    | D     | Andrij Slinkin   |
| 21 | Slovacchia (bandiera) | D     | Róbert Mazáň     |
| 22 | Brasile (bandiera)    | D     | Vitor Anselmo    |
| 23 | Slovacchia (bandiera) | C     | Lukáš Opiela     |
| 24 | Slovacchia (bandiera) | C     | Denis Ventúra    |
| 27 | Slovacchia (bandiera) | C     | Timotej Kráľovič |
| 33 | Slovacchia (bandiera) | A     | Juraj Piroska    |
|    | Slovacchia (bandiera) | P     | Martin Junas     |
|    | Slovacchia (bandiera) | C     | Erik Chvátal     |
|    | Slovacchia (bandiera) | C     | Marek Rajník     |

## Rose delle stagioni precedenti
- 2011-2012